# Plomin
Plomin is een plaats in de gemeente Kršan in de Kroatische provincie Istrië. De plaats telt 124 inwoners (2001).